# 埃迪塔·阿迪安博·奥钦
埃迪塔·阿迪安博·奥钦（Editar Adhiambo Ochieng，1989年—）是肯亞的一位人權活動者，從事女權運動，並致力於為性暴力的受害者爭取權益。

## 生平
奧欽出生、成長於肯亞奈洛比的基貝拉貧民窟，她在6歲時即遭強姦，16歲時又遭輪姦，施暴者事後甚至吹噓自己的罪行，這些經歷是她日後從事女權與受害者扶助工作的契機。據肯亞政府統計，15至49歲的女性中有45%曾受到暴力對待，其中許多案例無人舉報，受害者也未得到妥善的司法、醫療援助 。奧欽在基貝拉開設女权主义者争取和平权利和公正中心（Feminist for Peace, Human Rights and Justice Centre），為一女性互相溝通的平台，為女性提供教育和領導能力培養，支持受到家庭暴力的女性，鼓勵她們勇敢表述自己的經歷，另外也提供弱勢女性生理用品。
2019年11月7日，奧欽參加肯亞國民大會（下議院）基貝拉選區的議員補選，在41984張選票中僅獲59票而落選。
2020年COVID-19疫情期間，她致力於基貝拉社區的防疫宣導，並為弱勢女性提供食物和口罩等物資，6月她因對爭取女權與保護弱勢女性的貢獻而獲首屆旺加里·馬塔伊獎。同年7月聯合國人權理事會召開的年度女性權利會議以「2019冠狀病毒病與女性」為主題，奧欽即為會議的一名與談者。